# 수경 재배

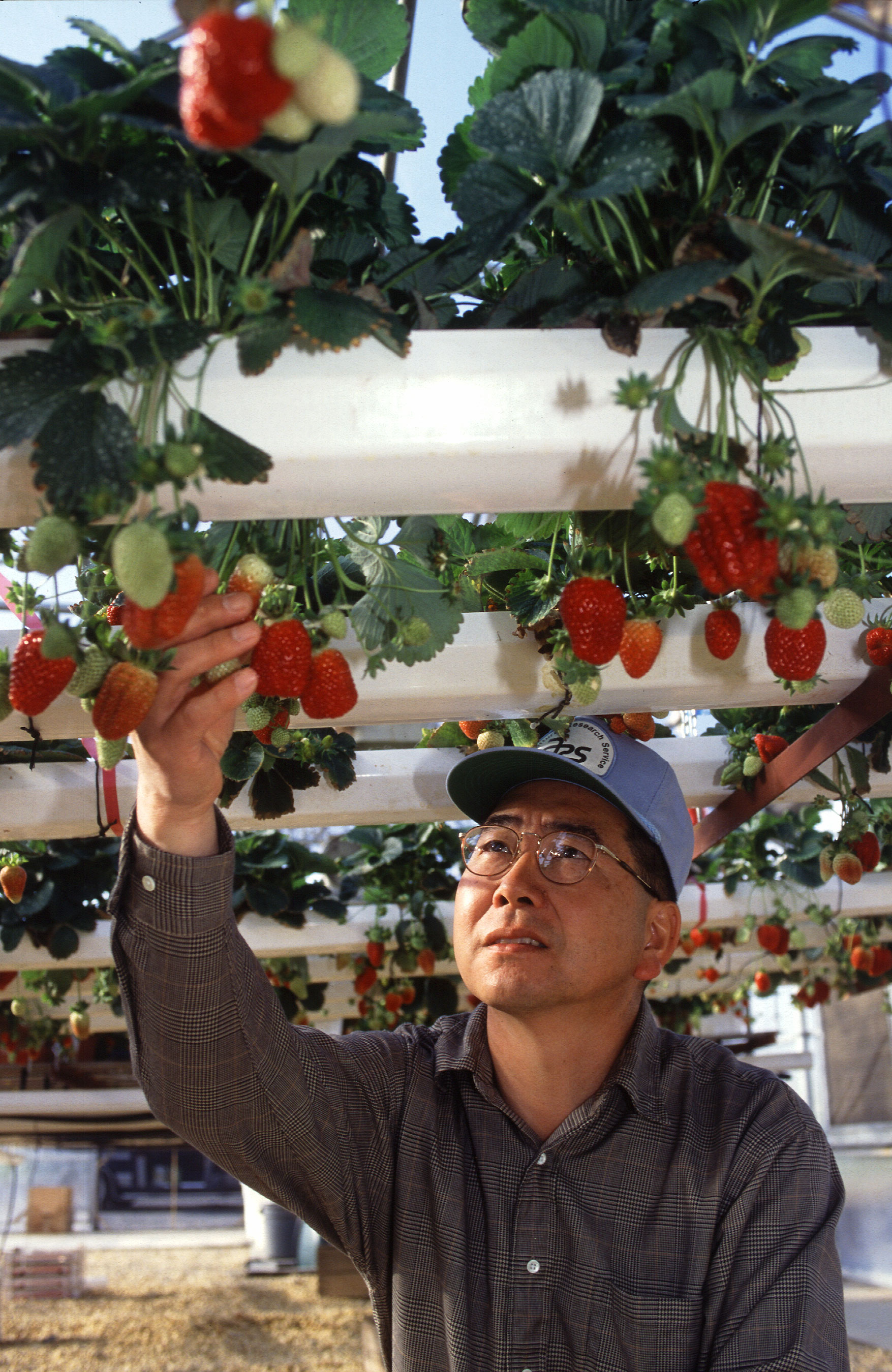
딸기 양액재배

수경 재배(水耕栽培) 또는 양액 재배(養液栽培)는 토양을 이용하지 않은 무토양 상태에서 작물을 여러 가지 방법으로 지지 고정시키고, 작물생육에 필요한 필수원소를 그 흡수비율에 따라 적당한 농도로 용해시킨 배양액으로 작물을 재배하는 방법이다. 하이드로포닉스, 용액재배, 무토양재배, 수경재배 등으로 불린다.

## 양액재배의 종류

### 고형배지경 양액재배 방식
- 펄라이트경 : 펄라이트는 화산용암이나 마그마가 지표의 호수, 강 등으로 흘러들어 급격한 냉각에 의해 형성된 것으로, 이 펄라이트를 배지로 이용하여 재배하는 방식. 수분이 빨리 빠져나가 비료의 집적이 거의 없어 수분피해와 염류장해가 염려가 적다. 하지만 물과 비료의 소모가 큰 것이 단점이다.
- 암면경 : 암면은 현무암이나 제철소에서 부산물로 얻어지는 폐기물 등을 섬유화시킨 것으로 불용성 무기물이다. 암면을 성형화하여 그 위에 양액을 공급하면서 재배하는 방식이다.
- 왕겨경 : 초기 시설투자비를 줄이기 위해 왕겨나 왕겨를 태운 훈탄을 배지로 해서 재배상을 만들고 작물별로 적합한 양액을 공급하면서 재배하는 방식이다.
- 코코핏 : 코코넛의 겉껍질 섬유를 가공하여 만든 배지. 보수력과 보비력이 높다. 대신 물과 잔류 염분이 잘 빠져나가지 않는 단점을 가지고 있다.

### 비고형배지경(수기경) 양액재배 방식
- 분무경 : 뿌리를 양액에 담그지 않고 스티로폼이나 목재 등으로 햇빛을 차단한 베드를 공기중에 노출시키고 배양액을 2~3분마다 수초씩 분무하여 재배하는 방식이다.
- 수경방식 : 불투광성 재배 베드를 콘크리트, 플라스틱, 스티로폼으로 만들고 여기에 배양액을 채우고 그 위에 정식판을 덮어 작물을 재배하는 방식이다.[2]

## 기술

### 반수경재배
반수경재배는 필요에 따라 별도의 저장소에서 모세관 현상을 통해 물과 비료를 뿌리까지 이동시키는 불활성 다공성 배지에서 식물을 재배하여 노동력을 줄이는 방법이다. 그리고 뿌리에 물을 지속적으로 공급한다. 가장 간단한 방법에서는 화분을 비료와 물의 얕은 용액이나 영양 용액으로 포화된 모세관 매트 위에 놓는다. 팽창된 점토 및 코코넛 껍질과 같은 다양한 수경재배 매체는 전통적인 화분 혼합물보다 더 많은 공기 공간을 포함하여 뿌리에 증가된 산소를 전달한다. 이는 뿌리가 공기에 노출되는 난초 및 브로멜리아드와 같은 착생 식물에 중요하다. 반수경재배의 또 다른 장점은 뿌리 부패를 줄이는 것이다.

## 양액재배의 장단점

### 장점
- 시설재배의 연작장해를 피할 수 있다.
- 장치화와 기계화 등으로 규모확대가 가능하다.
- 작업환경이 깨끗하다.
- 기업적인 경영을 할 수 있다.
- 환경친화형 농업이 가능하다.
- 자신만의 기술 개발이 가능하다.
- 풍흉의 차이 없이 안정 수확이 가능하다.
- 동일한 환경에서 장기간에 걸쳐 연속재배를 할 수 있다.

### 단점
- 초기의 시설설비 투자액이 많이 소요된다.
- 순환식 양액재배에서는 식물병원균의 오염속도가 빠르다.
- 완충능이 낮아 환경에 민감하게 반응하므로, 유해물질의 농도가 증가할 수 있다.[3]

## 같이 보기
- 청정재배
- 점적관개